# Celina occidentalis
Celina occidentalis är en skalbaggsart som beskrevs av Young 1979. Celina occidentalis ingår i släktet Celina och familjen dykare. Inga underarter finns listade i Catalogue of Life.